# Distrito de Julcán (Jauja)

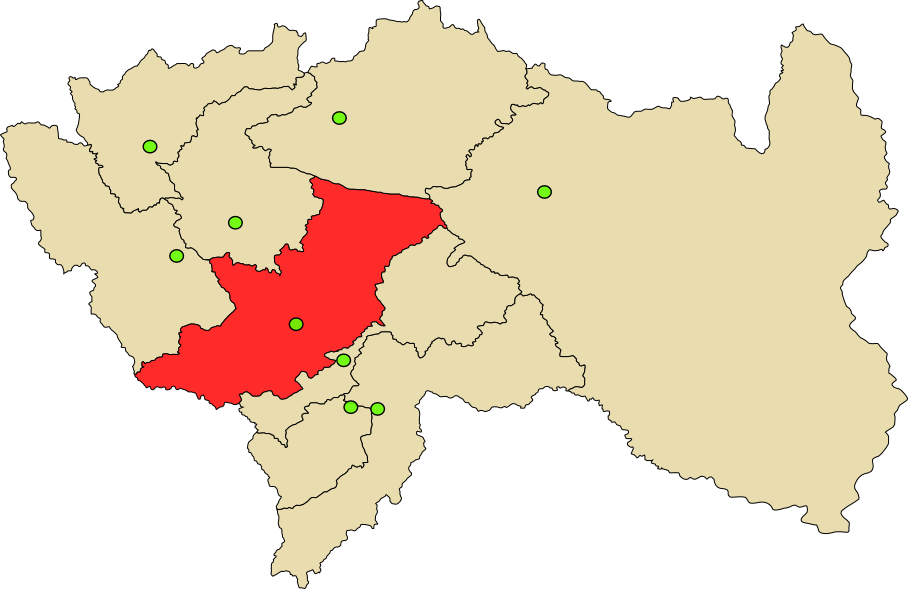
Provincia de Jauja en el Departamento de Junín

El Distrito de Julcán es uno de los treinta y cuatro distritos de la Provincia de Jauja, ubicada en el Departamento de Junín, bajo la administración del Gobierno Regional de Junín, en la zona central andina de Perú.

## Historia
El distrito fue creado mediante Ley del 21 de enero de 1925, en el gobierno del Presidente Augusto B. Leguía. 
Al distrito históricamente se le conoce por ser el mayor productor de calzados, siendo la tradicional feria de Jauja de los miércoles y domingos su venta al por mayor y menor. A lo pobladores se les conoce con un descripción típica de "Falsos", apelativo puesto por las ocurrencias vividas.

## Geografía
La superficie del distrito de Julcán es 24,78 km². El distrito de Julcán se encuentra a 3 460 m s. n. m.

## Capital
Su capital es el pueblo de Julcán

## División administrativa

### Barrios
Linda Huayranguina, Hatun Mallqui, Chullpa, Chimpa.

## Autoridades

### Municipales
- 2023 - 2026
  - Alcalde: Rufino Edwin Pecho Pecho
- 2019-2022
  - Alcalde: Asterio Lorgio Antezana Yalle

- 2015 - 2018[1]
  - Alcalde: Nancy Beatriz Fierro Vivanco de Vivanco, Acción Popular (AP).
  - Regidores:  Oscar Manuel Pecho Vásquez (AP), Misael Mencio Pecho Pecho (AP), Nelia Karol Cueva Curasma (AP), Noimi Celinda Castro Ninahuamán (AP), Lucio Antonino López Navarro (Junín Sostenible con su Gente).
- 2011 - 2014[2][3]
  - Alcalde: Nancy Beatriz Fierro Vivanco de Vivanco, Acción Popular (AP).
  - Regidores: Oscar Manuel Pecho Vásquez (AP), Rodolfo Alfredo Mallma Pecho (AP), Luis Nancio Pecho Rafael (AP), Nancy Doris Reyes López de Castro (AP), Joaquín Pelé Ríos Cano (CONREDES).
- 2007 - 2010
  - Alcalde: Félix Mabi Ildefonso Quispe.

### Policiales
- Comisaría de Jauja
  - Comisario: Cmdte. PNP. Edson Hernán Cerrón Lazo.[4]

### Religiosas
- Arquidiócesis de Huancayo[5]
  - Arzobispo de Huancayo: Mons. Pedro Barreto Jimeno, SJ.
  - Vicario episcopal: Pbro. Hermann Josef Wendling SS.CC.
- Parroquia[6]
  - Párroco: Pbro. .

## Festividades
- Enero: Adoración al Niño Dulcísimo Jesús.[7]